# Вилорба
Вило̀рба (на италиански: Villorba; на венециански: Viłorba) е община в Северна Италия, провинция Тревизо, регион Венето. Разположен е на 26 m надморска височина. Населението на общината е 18 044 души (към 2014 г.).
Административен център на общината е град Ланчениго (Lancenigo).